# 泰山站 (泰安)
泰山站位於中华人民共和国山东省泰安市泰山区，於1909年开始建设，隶属中国铁路济南局集团济南车务段管辖，2000年之前称泰安站（现名泰安站的车站指的是京沪高铁上的车站），經過铁路包括京沪铁路、泰肥铁路、泰聊铁路、辛泰铁路。

## 历史
- 光绪三十四年（1908年），德国人开始计划修建津浦铁路泰安站。
- 宣统元年（1909年），时称泰安府车站建成并投入使用。次年11月10日，首列列车通过本站。
- 1928年4月，国民革命军攻至车站。5月1日，蒋介石自兖州前来亲临车站作为指挥部督战攻击泰安城。次日，泰安城破，北伐军往济南进发。[4]
- 1929年，孙文奉安大典自北京往南京沿铁路过境泰安，国民党在泰山上修筑了总理奉安纪念碑。
- 1933年，冯玉祥将军隐居泰山，出资对泰安站修复扩建维新。

1936年8月泰安府站更名为泰安县站。
- 1945年8月15号更名为泰安火车站。
- 2000年5月1日，更名为泰山站。
- 2001年，修建了新站房。

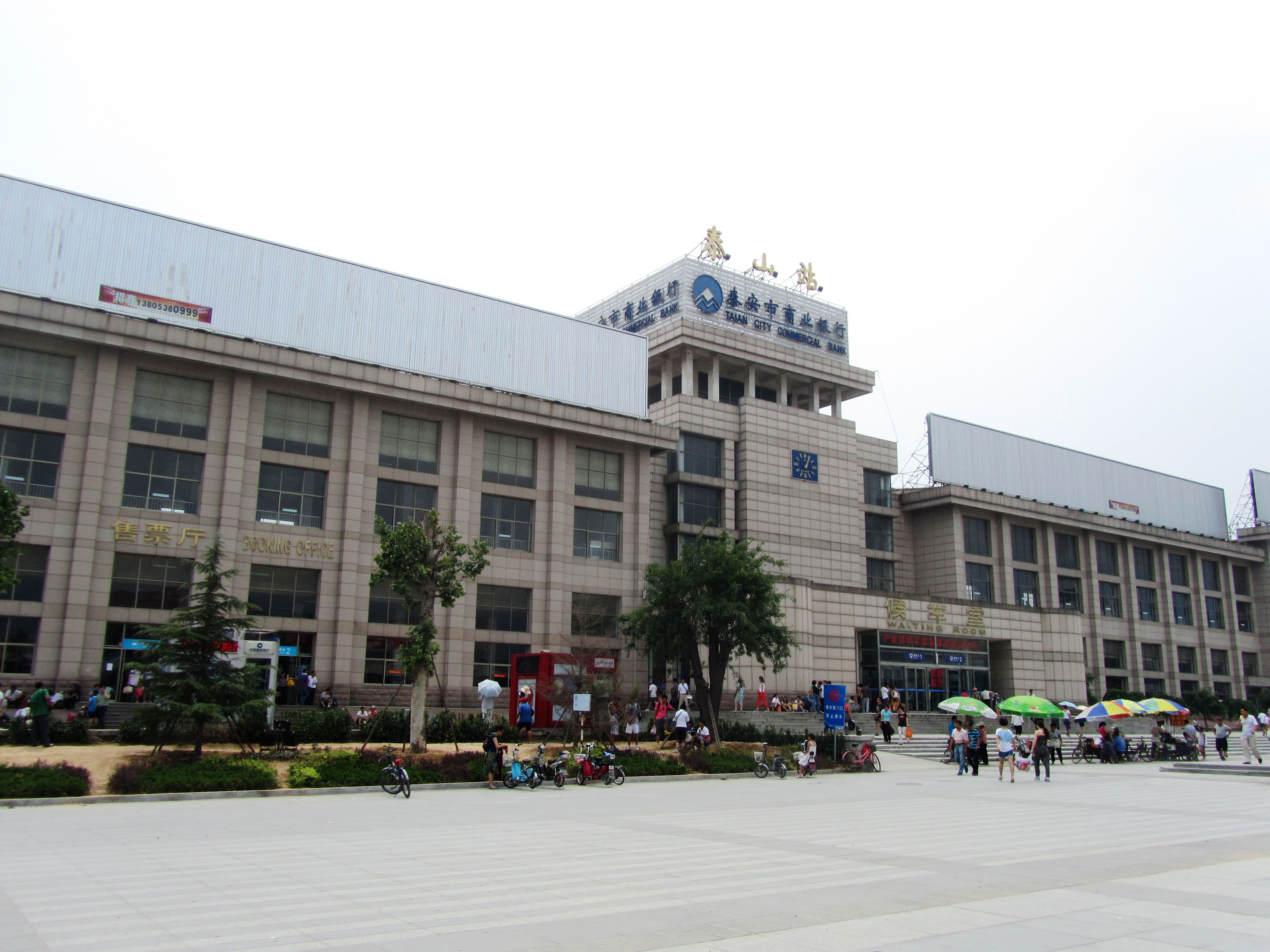
泰山站主楼

- 2011年，完成站前新广场建设[5]，曾在广场矗立的巨型雷锋像被移除。
- 2011年，京沪高铁通车，所有经停动车组改停泰安站（高铁站）。[6]曾存在于广场前的巨型雷锋像，在2011年被移除

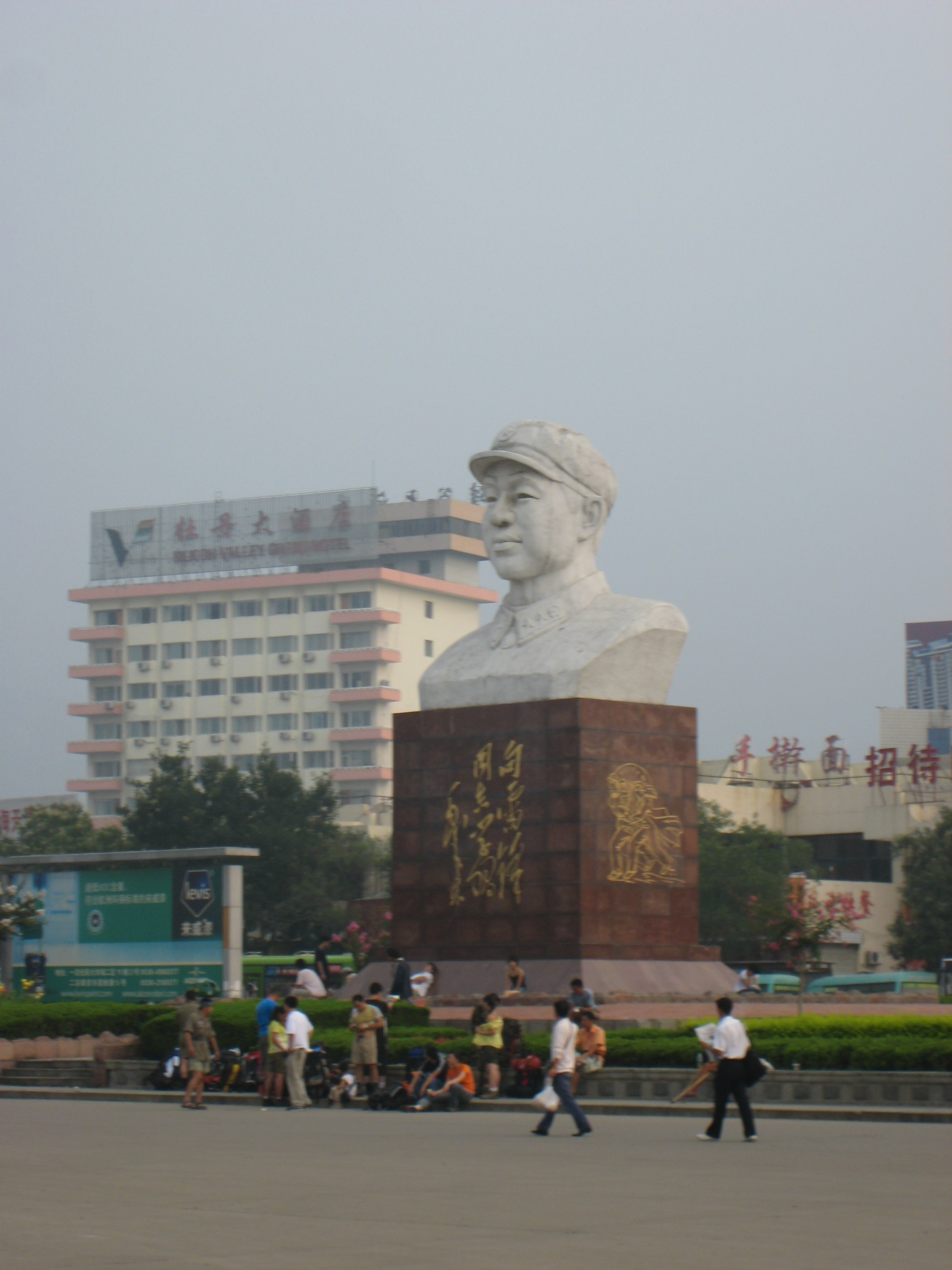
曾存在于广场前的巨型雷锋像，在2011年被移除

- 2011年12月，购票电话95105105投入试运行。
- 2013年10月，旧站房被评为山东省文物保护单位。

## 旅客列车目的地
| 列车所属路局   | 目的地 |
| -------------- | --- |
| 北京局集团     | 北京、日照西、南通（淡季停開）                                                                                       |
| 广州局集团     | 青岛北、深圳 |
| 哈尔滨局集团   | 杭州、合肥、佳木斯、齐齐哈尔、温州、哈尔滨西                                                                         |
| 呼和浩特局集团 | 呼和浩特（集通公司担当）、包頭、温州                                                                                 |
| 济南局集团     | 棗莊西、长沙、峨眉、重庆西、福州（淡季停開）、广州白云、济南、宁波、青岛北、日照西、乌鲁木齐、西宁、淄博、东营、日照 |
| 兰州局集团     | 杭州 |
| 上海局集团     | 上海 |
| 沈阳局集团     | 长春、通遼、宁波、上海、沈阳北、温州、吉林、启东                                                                     |